# Anarete medicaginis
Anarete medicaginis är en tvåvingeart som beskrevs av Boris Mamaev 1963. Anarete medicaginis ingår i släktet Anarete och familjen gallmyggor.
Artens utbredningsområde är Uzbekistan. Inga underarter finns listade i Catalogue of Life.